# Gordon J. Garradd
| 6027 Waratah  | 23 settembre 1993 |
| 61342 Lovejoy | 3 agosto 2000     |

Gordon John Garradd (Loomberah, 1959) è un astronomo australiano.
Il Minor Planet Center gli accredita le scoperte di trentuno asteroidi, effettuate tutte tra il 1993 e il 2003, in parte effettuate in collaborazione con Robert H. McNaught.
Garradd ha inoltre scoperto quattro nove nella Grande Nube di Magellano e diciassette comete: le non periodiche C/2006 L1 Garradd, C/2006 O2 Garradd, C/2007 E1 Garradd, C/2007 Q1 Garradd, C/2008 E3 Garradd, C/2008 J5 Garradd, C/2008 P1 Garradd, C/2008 Q3 Garradd, C/2009 P1 Garradd, C/2009 U1 Garradd, C/2010 E1 Garradd, C/2010 H1 Garradd, C/2010 FB87 WISE-Garradd e le periodiche 186P/Garradd (Garradd 1), 296P/Garradd (Garradd 2), 436P/Garradd (Garradd 3) e la 259P/Garradd (Garradd 4).
Ha lavorato per diversi istituti astronomici negli Stati Uniti e in Australia, attualmente lavora al Siding Springs Observatory dove si è specializzato nella scoperta di oggetti near-Earth.
Nel 1998 gli è stata assegnata la Berenice Page Medal.
Gli è stato dedicato l'asteroide 5066 Garradd.